# NGC 6112
NGC 6112 é uma galáxia elíptica (E) localizada na direcção da constelação de Corona Borealis. Possui uma declinação de +35° 06' 39" e uma ascensão recta de 16 horas, 18 minutos e 00,5 segundos.
A galáxia NGC 6112 foi descoberta em 7 de Julho de 1880 por Édouard Jean-Marie Stephan.